# O Jong-ae
O Jong-ae (in chosŏn'gŭl: 오정애; 17 gennaio 1984) è una sollevatrice nordcoreana.

## Palmarès

### Olimpiadi
- 1 medaglia:
  - 1 argento (Pechino 2008 nei -58 kg)

### Mondiali
- 1 medaglia:
  - 1 bronzo (Chiang Mai 2007 nei -58 kg)

### Universiadi
- 1 medaglia:
  - 1 oro (Shenzhen 2011 nei -58 kg)